# Bernalillo County
Das Bernalillo County [bɜːrnəˈliːjoʊ ˈkaʊnti] ist ein County im Bundesstaat New Mexico der Vereinigten Staaten. Der Verwaltungssitz (County Seat) ist Albuquerque.

## Geographie
Hauptflüsse des Countys sind der Rio Grande und der Rio Puerco, der nach der County-Grenze in den San Juan River mündet. Im County liegen 4 Indianerreservate: Die Reservate der Pueblo-Indianer der Isleta (ca. 853 km²), der Laguna (ca. 2,00 km²) und der Sandia (ca. 101,11 km²) sowie eine Reservation der Navajo, die Tohajiilee Indian Reservation (ca. 314,91 km², vormals: Cañoncito Band of Navajos, Teil der Navajo Nation Reservation).
Das County hat eine Fläche von 3.027 km²; davon sind 7 Quadratkilometer (0,22 Prozent) Wasserflächen. Das County grenzt im Uhrzeigersinn an die Countys: Sandoval County, Santa Fe County, Torrance County, Valencia County und Cibola County.

## Historische Objekte

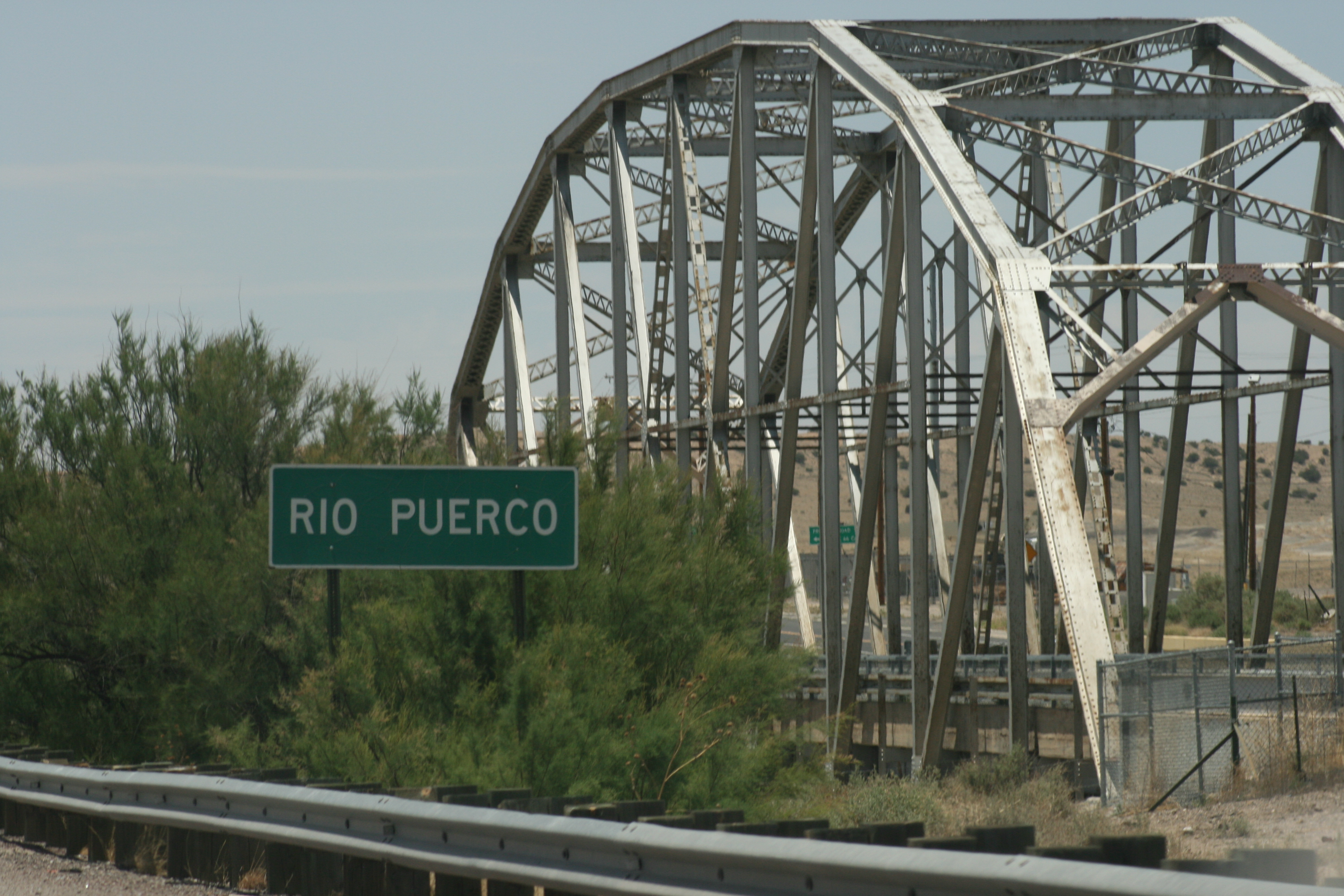
Die Rio Puerco Bridge, gelistet im NRHP Nr. 97000735

- In Albuquerque befindet sich auf Nummer 119 der 3rd Street S.W., das historische Occidental Life Building. Das 1917 errichtete Gebäude wurde 1978 vom National Register of Historic Places aufgenommen.
- Abseits des Interstate 40 befindet sich die historische Rio Puerco Bridge.[3]

Außerdem liegt im County ein National Monument, das Petroglyph National Monument. Ein Ort hat den Status einer National Historic Landmark, das Ernie Pyle House. 143 Bauwerke und Stätten des Countys sind insgesamt im National Register of Historic Places eingetragen (Stand 16. Februar 2018).

## Demografische Daten
Nach der Volkszählung im Jahr 2000 lebten im County 556.678 Menschen. Es gab 220.936 Haushalte und 141.178 Familien. Die Bevölkerungsdichte betrug 184 Einwohner pro Quadratkilometer. Ethnisch betrachtet setzte sich die Bevölkerung zusammen aus 70,75 % Weißen, 2,77 % Afroamerikanern, 4,16 % amerikanischen Ureinwohnern, 1,93 % Asiaten, 0,10 % Bewohnern aus dem pazifischen Inselraum und 16,07 % aus anderen ethnischen Gruppen; 4,22 % stammten von zwei oder mehr ethnischen Gruppen ab. 41,96 % der Bevölkerung waren spanischer oder lateinamerikanischer Abstammung.
Von den 220.936 Haushalten hatten 31,40 % Kinder und Jugendliche unter 18 Jahre, die bei ihnen lebten. 46,00 % waren verheiratete, zusammenlebende Paare, 12,90 % waren allein erziehende Mütter. 36,10 % waren keine Familien. 28,50 % waren Singlehaushalte und in 7,90 % lebten Menschen im Alter von 65 Jahren oder darüber. Die Durchschnittshaushaltsgröße betrug 2,47 und die durchschnittliche Familiengröße lag bei 3,06 Personen.
Auf das gesamte County bezogen setzte sich die Bevölkerung zusammen aus 25,30 % Einwohnern unter 18 Jahren, 10,30 % zwischen 18 und 24 Jahren, 30,40 % zwischen 25 und 44 Jahren, 22,40 % zwischen 45 und 64 Jahren und 11,50 % waren 65 Jahre alt oder darüber. Das Durchschnittsalter betrug 35 Jahre. Auf 100 weibliche Personen kamen 95,50 männliche Personen, auf 100 Frauen im Alter ab 18 Jahren kamen statistisch 92,90 Männer.
Das jährliche Durchschnittseinkommen eines Haushalts betrug 38.788 USD, das Durchschnittseinkommen der Familien betrug 46.613 USD. Männer hatten ein Durchschnittseinkommen von 33.720 USD, Frauen 26.318 USD. Das Prokopfeinkommen betrug 20.790 USD. 13,70 % der Bevölkerung und 10,20 % der Familien lebten unterhalb der Armutsgrenze. 17,90 % davon waren unter 18 Jahre und 9,10 % waren 65 Jahre oder älter.

## Orte im Bernalillo County
Im Bernalillo County liegen fünf Gemeinden, davon zwei Cities, eine Town und zwei Villages. Zu Statistikzwecken führt das U.S. Census Bureau 17 Census-designated places, die dem County unterstellt sind und keine Selbstverwaltung besitzen. Diese sind wie die Unincorporated Communities gemeindefreies Gebiet.
| Cities - Albuquerque - Rio Rancho 1 | Town - Edgewood 2 |

Villages
- Los Ranchos de Albuquerque
- Tijeras

Census-designated places (CDP)
| - Carnuel - Cedar Crest - Cedro - Chilili - Edith Endave | - Isleta Village Proper - Manzano Springs 3 - North Valley - Pajarito Mesa - Paradise Hills | - Ponderosa Pine - San Antonito - Sandia Heights - Sandia Knolls - Sandia Park | - Sedillo - South Valley |

andere Unincorporated Communities
| - Alameda - Carpenter - Isleta Pueblo | - Laguna Pueblo - Sandia Pueblo 1 - Zuzax |